# 차장섭
차장섭(1958년 3월 2일 ~ )은 대한민국의 사진가, 역사가, 대학교수이다.

## 경력
- 삼척산업대 인문사회과학조형학부 교양과정 부교수
- 삼척대 인문사회조형학부 교양과정 부교수
- 강원대 인문사회과학대 교양과정 교수
- 강원대 도서관 관장 겸 도서관 분관장(도계캠퍼스)

## 학력
- 경북대 사학과 졸업
- 경북대 대학원 석사
- 경북대 대학원 문학 박사

## 작품
- 《한욱의 벽》(사진전)